# Treaty override
Als Treaty override (englisch für Vertragsaufhebung bzw. Vertragsaußerkraftsetzung), auch Abkommensüberschreibung,  bezeichnet man einen Akt der innerstaatlichen Gesetzgebung, der im Widerspruch zu einem völkerrechtlichen Vertrag steht und letzteren somit bricht. Das Abkommensrecht wird also durch ein nationales Gesetz einseitig überschrieben.
So sollen insbesondere missbrauchsanfällige Vertragsregelungen rasch beseitigt werden und ein langwieriges Vertragsänderungsverfahren oder gar eine Kündigung vermieden werden.
Treaty overrides beziehen sich häufig auf Doppelbesteuerungsabkommen. 

## Funktionsweise
Völkerrechtliche Verträge werden in Deutschland über ein Zustimmungsgesetz gemäß (vgl. Art. 59 Abs. 2 Satz GG) Teil des Bundesrechts. Das Abkommen steht dann im Rang eines Bundesgesetzes. Dies führt zu der Frage, wie Widersprüche mit anderen nationalen Steuergesetzen zu lösen sind.
§ 2 Abs. 1 AO räumt völkerrechtlichen Verträgen dabei einen Vorrang vor den nationalen Steuergesetzen ein (lex specialis). Von diesem Grundsatz versucht der Steuergesetzgeber durch besondere Ausnahmeregelungen abzuweichen (lex posterior). Diese gesetzliche Sonderregelung entgegen dem Abkommensrecht bezeichnet man als Treaty override.
Beispiele für eine solche Abkommensüberschreibung sind:

### Beispiel § 50d Abs. 8 Satz 1 EStG
§ 50d Abs. 8 Satz 1 EStG:

„Sind Einkünfte [...] nach einem Abkommen zur Vermeidung der Doppelbesteuerung von der Bemessungsgrundlage der deutschen Steuer auszunehmen, wird die Freistellung bei der Veranlagung ungeachtet des Abkommens nur gewährt, soweit der Steuerpflichtige nachweist, dass der Staat, dem nach dem Abkommen das Besteuerungsrecht zusteht, auf dieses Besteuerungsrecht verzichtet hat oder dass die in diesem Staat auf die Einkünfte festgesetzten Steuern entrichtet wurden.“

§ 50d Abs. 8 Satz 1 EStG will verhindern, dass ausländische Einkünfte überhaupt nicht besteuert werden, weil sie zum Beispiel im Ausland nicht ordnungsgemäß erklärt wurden. Nimmt der ausländische Staat sein Besteuerungsrecht nicht wahr, so besteuert der deutsche Staat die Einkünfte. Das Abkommen sieht ein solches Besteuerungsrecht allerdings nicht vor (daher auch § 50d Abs. 8 Satz 1 EStG ungeachtet des Abkommens).

### Beispiel § 50d Abs. 10 Satz 3 EStG
§ 50d Abs. 10 Satz 3 Halbsatz 1 EStG:

„Die Vergütung des Gesellschafters ist ungeachtet der Vorschriften eines Abkommens zur Vermeidung der Doppelbesteuerung über die Zuordnung von Vermögenswerten zu einer Betriebsstätte derjenigen Betriebsstätte der Gesellschaft zuzurechnen, der der Aufwand für die der Vergütung zugrunde liegende Leistung zuzuordnen ist.“

Die Regelung hat folgenden Hintergrund: Nach nationalem Steuerrecht sind Zahlungen einer Personengesellschaft an ihren Gesellschafter (Sondervergütungen), z. B. Zinsen für ein Darlehen, für den Gesellschafter Einkünfte aus Gewerbebetrieb, vgl. § 15 Abs. 1 Satz 1 Nr. 2 Satz 1 EStG. Das Doppelbesteuerungsabkommen könnte dieser aber aus seiner Sicht tatsächlich als Zinsen einordnen. Diese werden im Abkommensrecht regelmäßig privilegiert, um Fremdkapital anzulocken. § 50d Abs. 10 Satz 3 EStG möchte diese Qualifikation der Zinsen als Einkünfte aus Gewerbebetrieb ungeachtet der Vorschriften des Abkommens sicherstellen.

## Völkerrechtliche Zulässigkeit
Der Treaty override ist als Vertragsbruch völkerrechtswidrig und führt zum Kündigungsrecht des anderen Staats.

## Verfassungsrechtliche Zulässigkeit
Die Vereinbarkeit der Abkommensüberschreibung dieses gezielten Vertragsbruchs mit dem Grundgesetz (GG) war in Literatur und Rechtsprechung lange Zeit hoch umstritten. Die juristische Auseinandersetzung gipfelte in einem Beschluss des Bundesverfassungsgerichts vom 15. Dezember 2015.

### Vertreter der Verfassungswidrigkeit
Der BFH und einige Vertreter in der Literatur zeigten sich von der Verfassungswidrigkeit der Abkommensüberschreibung überzeugt.
Begründet wurde dies in Anlehnung an Klaus Vogel vor allem mit dem Grundsatz der Völkerrechtsfreundlichkeit des Grundgesetzes. Diese solle den Gesetzgeber über das Rechtsstaatsprinzip des Art. 20 Abs. 3 GG verpflichten, das Völkervertragsrecht zu beachten.
Ausnahmsweise kann nach dieser Meinung ein Treaty override gerechtfertigt sein, wenn er erforderlich ist, um einen Verstoß gegen tragende Grundsätze der Verfassung abzuwenden.
Dass diese Ausnahme für Doppelbesteuerungsabkommen je greifen könnte, wäre allerdings kaum denkbar. Die Ausnahme liefe also bei steuerrechtlichen Abkommen leer mit der Folge, dass diese stets verfassungswidrig wären.

### Verfassungsmäßigkeit
Die überwiegende Meinung in der Literatur und Teile der finanzgerichtlichen Rechtsprechung lehnte die grundsätzliche Verfassungswidrigkeit dagegen ab.
Dieser Auffassung hat sich das Bundesverfassungsgericht in seinem Beschluss vom 15. Dezember 2015 zur Abkommensüberschreibung durch § 50d Abs. 8 Satz 1 EStG angeschlossen.
Im Gegensatz zu den wenigen allgemeinen Regeln des Völkerrechts nach Art. 25 GG stünden die völkerrechtlichen Verträge gemäß Art. 59 Abs. 2 Satz 1 GG „nur“ im Rang eines einfachen Bundesgesetzes. Einen Vorrang völkerrechtlicher Verträge vor nationalen Gesetzen kenne die deutsche Rechtsordnung, anders als viele europäische, gerade nicht.
Der Gesetzgeber könne daher seine ursprüngliche parlamentarische Gesetzgebungsautorität und Gesetzgebungsverantwortung nicht durch ein schlichtes Zustimmungsgesetz zum Abkommen aufgeben. Eine Bindung des Parlaments an gesetzgeberische Entscheidungen der Vergangenheit widerspräche dem Demokratieprinzip aus Art. 20 Abs. 1 und Abs. 2 GG und dem Grundsatz der Diskontinuität. Der Grundsatz der Völkerrechtsfreundlichkeit beinhalte keine verfassungsrechtliche Pflicht zur uneingeschränkten Befolgung aller Normen des Völkerrechts und könne die Rangzuweisung durch das Grundgesetz nicht aushebeln. Auch das Rechtsstaatsprinzip des Art. 20 Abs. 3 GG verändere diese grundgesetzlichen Wertungen nicht.
Moris Lehner führt zudem die allgemeine Völkerrechtsregel pacta sunt servanda als Maßstab an. Diese habe über Art. 25 GG einen Vorrang vor einfachem Recht und binde somit zwar nicht verstärkt an den Abkommensinhalt, aber doch an die Gültigkeitbedingung des Abkommens.
Aus pacta sunt servanda folge, dass Vertragsverletzungen nach Möglichkeit zum Beispiel durch Nachverhandlungen zu vermeiden seien, und der Treaty override somit ultima ratio sei. Würde diese Vorgabe missachtet, so führe dies nach Ansicht Lehners nicht zur Verfassungswidrigkeit der Abkommenüberschreibung, wohl aber eine allgemeinen Regel des Völkerrechts verletzen, die gemäß Art. 25 Satz 2 GG dem Gesetz vorgehe.
Die Abkommensverletzung könne jedoch wiederum durch das verfassungsrechtliche Gebot der Steuergerechtigkeit aus Art. 3 Abs. 1 GG gerechtfertigt sein, um gegen eine Nichtbesteuerung wirksam vorgehen zu können.

### Allgemeines
- Moris Lehner: Internationale Reichweite staatlicher Besteuerungshoheit. In: Josef Isensee, Paul Kirchhof (Hrsg.): Handbuch des Staatsrechts der Bundesrepublik Deutschland. Internationale Bezüge. Band 11, 3. Auflage, 2013, ISBN 978-3-8114-6666-1, § 251 Teilziffer 53 ff.
- Moris Lehner, in: Klaus Vogel, Moris Lehner (Hrsg.): Doppelbesteuerungsabkommen der Bundesrepublik Deutschland auf dem Gebiet der Steuern vom Einkommen und Vermögen. Kommentar auf der Grundlage der Musterabkommen. 6. Auflage, Verlag C.H.Beck, München 2015, ISBN 978-3-406-64929-5, Grundlagen des Abkommensrechts, Rn. 193 ff (Abschnitt:D. II. Abkommensverletzung („Treaty Override“)).

### Einzelne Abkommensüberschreibungen
- Gerrit Frotscher: Treaty Override und § 50d Abs. 10 EStG. In: Internationales Steuerrecht (IStR) 2009, Heft 17, S. 593–600.
- Moris Lehner: Treaty Override im Anwendungsbereich des § 50d EStG. In: Internationales Steuerrecht (IStR) 2012, Heft 11, S. 389–404.

### Verfassungsrechtliche Zulässigkeit
- Lars Hummel: Anmerkung zum Beschluss des BVerfG vom 15.12.2015 – 2 BvL 1/12. In: Internationales Steuerrecht (IStR) 2016, Heft 8, S. 335.
- Roland Ismer, Stefanie Baur: Verfassungsmäßigkeit von Treaty Overrides. In: Internationales Steuerrecht (IStR) 2014, Heft 12, S. 421–427.
- Moris Lehner, in: Klaus Vogel, Moris Lehner (Hrsg.): Doppelbesteuerungsabkommen der Bundesrepublik Deutschland auf dem Gebiet der Steuern vom Einkommen und Vermögen. Kommentar auf der Grundlage der Musterabkommen. 6. Auflage, Verlag C.H.Beck, München 2015, ISBN 978-3-406-64929-5, Grundlagen des Abkommensrechts, Rn. 201 f.
- Moris Lehner: Keine Verfügung des Parlaments über seine Normsetzungsautorität. Zum Vorlagebeschluss des BFH vom 11. 12. 2013, I R 4/13 zu § 50d Abs. 10 EStG. In: Internationales Steuerrecht (IStR) 2014, Heft 6, S. 189–192.
- Moris Lehner: Treaty Override ist nicht verfassungswidrig. Anmerkung zum Beschluss des BVerfG v. 15.12.2015 – 2 BvL 1/12. In: Internationales Steuerrecht (IStR) 2016, Heft 6, S. 217–220.
- Andreas Musil: Treaty Override als Dauerproblem des Internationalen Steuerrechts.  In: Internationales Steuerrecht (IStR) 2014, Heft 6, S. 192–196.
- Martin Schäfer: Treaty Overriding. Ein Beitrag zur verfassungsrechtlichen Zulässigkeit abkommensüberschreibender Bundesgesetze. Verlag Mohr Siebeck, Tübingen 2020, ISBN 978-3-16-158995-9.
- Torsten Stein: Völkerrecht und nationales Steuerrecht im Widerstreit? In: Internationales Steuerrecht (IStR) 2006, Heft 15, S. 505–509.
- Klaus Vogel, in: Klaus Vogel, Moris Lehner (Hrsg.): Doppelbesteuerungsabkommen der Bundesrepublik Deutschland auf dem Gebiet der Steuern vom Einkommen und Vermögen. Kommentar auf der Grundlage der Musterabkommen. 5. Auflage, Verlag C.H.Beck, München 2008, ISBN 978-3406572531, Einleitung des OECD-MA, Rn. 205.